# Nikola II. Carigradski
Nikola II. Chrysoberges (grč. Νικόλαος ὁ Χρυσοβέργης) bio je grčki svetac i patrijarh Carigrada 984. – 996. Naslijedio je patrijarha Antonija III. Studita, koji se povukao s mjesta patrijarha.
Godine 980., tijekom vladavine bizantskog cara Bazilija II., neki je redovnik sa Svete Gore počeo tvrditi da je imao ukazanje anđela Gabrijela u liku drugog redovnika. Prema redovniku, anđeo je pjevao novi stih jednog religijskog hvalospjeva, koji je zabilježen na jednoj pločici te je Nikola primio pločicu u Aji Sofiji. Tijekom Nikoline vladavine, završeno je pokrštavanje Rusa.
Nikola je nakon smrti proglašen svecem te je još uvijek slavljen i u katoličanstvu i u pravoslavlju, 16. prosinca.
| prethodnik Antonije III. | Patrijarh Konstantinopola 984. – 996. | nasljednik Sisinije II. Carigradski |